# Nikolaj Sergejevič Trubeckoj
Kníže Nikolaj Sergejevič Trubeckoj (rusky Николай Сергеевич Трубецкой; (15. dubna 1890 Moskva – 25. června 1938 Vídeň) byl ruský jazykovědec a etnolog, zakladatel fonologie jako vědecké disciplíny, zakládající člen Pražského lingvistického kroužku.

## Život
Trubeckoj pocházel ze staré ruské šlechtické rodiny. Velmi brzy se začal zabývat jazykovědou a etnologií. Svůj první článek zveřejnil v 15 letech. V letech 1908 až 1913 studoval na moskevské univerzitě a v roce 1913 promoval se svou prací O označeních futura v nejdůležitějších indoevropských jazycích.
V roce 1916 se habilitoval v oborech srovnávací lingvistika a sanskrt. V roce 1920 emigroval do Bulharska, kde se stal docentem slovanské filologie na univerzitě v Sofii. V letech 1922 až 1938 byl profesorem na vídeňské univerzitě. V roce 1938 byl několikrát vyslýchán gestapem v souvislosti se svými protifašistickými postoji.

## Dílo
Svým nedokončeným německy psaným spisem "Základy fonologie" (Grundzüge der Phonologie, 1939), který diktoval v závěru života v nemocnici, Trubeckoj rozšířil jazykovědu o fonologii jako samostatnou disciplínu, a podnítil tím zájem dalších jazykovědců o mluvený jazyk. Pod vlivem ruského formalismu se mu podařilo z neomezeného množství více či méně nahodilých jevů odhalovat systematické prvky jazyka.
- Grundzüge der Phonologie, posmrtně 1939 v Praze
- Seznam děl v Souborném katalogu ČR, jejichž autorem nebo tématem je Nikolaj Sergejevič Trubeckoj